# 매혹 (1987년 드라마)
《매혹》은 1987년 3월 15일에 MBC TV에서 방영된 베스트셀러극장이다.

## 줄거리
40대 후반인 용국은 가정에서는 가장으로, 직장에서는 중견 간부로 스스로 만족하면서 살아가고 있다. 하지만 어느날 지방도시로 전보발령을 받고 자신을 유능한 사람이라 여겨왔던 터라 무력한 배신감에 시달린다. 용국은 주말에는 서울로 올라와 가족과 지내면서 생활하던 중 음대 조교수인 미현을 만나게 되고 사랑에 빠지나 유부남으로 윤리적 갈등을 겪는다.

## 출연
- 홍계일 : 용국 역
- 박순애 : 미현 역
- 오미연
- 심양홍
- 정은숙
- 박광남
- 박상조
- 문회원
- 남영진
- 김홍석
- 한영숙
- 맹상훈
- 이승현
- 이정훈
- 정명환
- 김민석
- 신혜수
- 이영자
- 한송이
- 정영란
- 임재경
- 김영석
- 김응석
- 이재훈
- 한진섭
- 권민수 (아역 출연)
- 조현철
- 성영철